# Représentations diplomatiques du Nigeria
Ne doit pas être confondu avec Représentations diplomatiques du Niger.

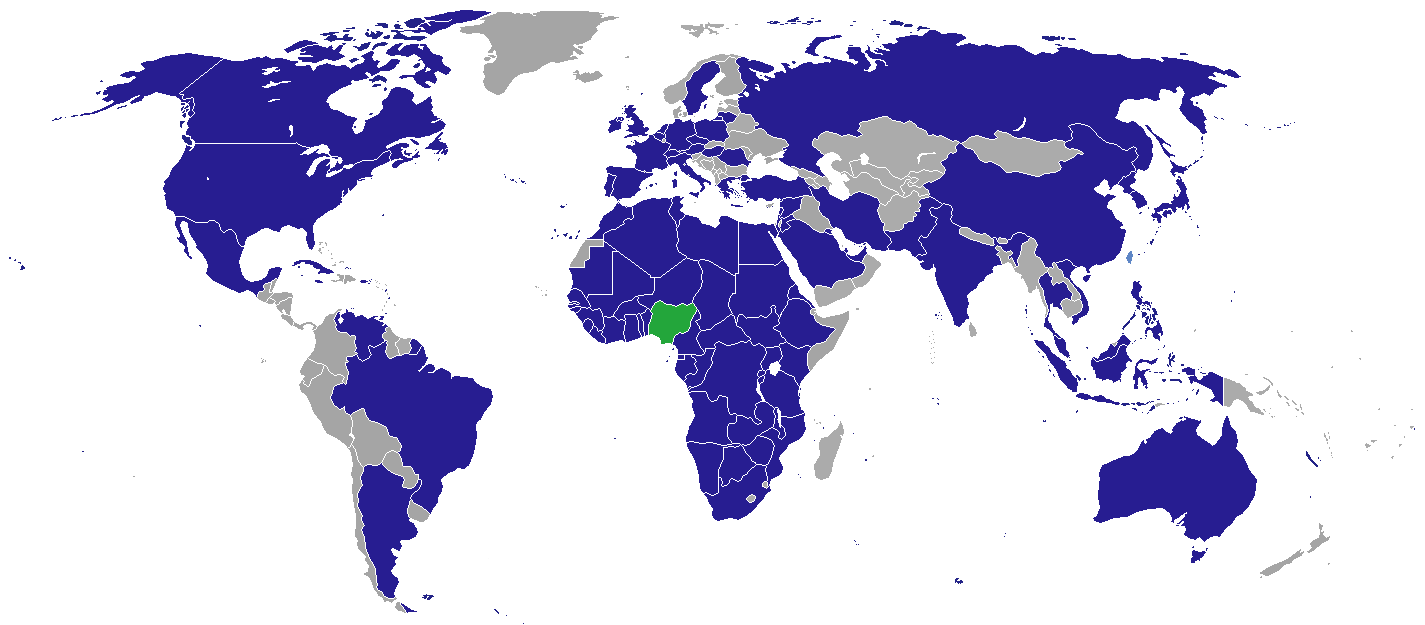
Carte des représentations diplomatiques nigérianes.

Ceci est une liste des représentations diplomatiques du Nigeria. Le Nigeria, pays africain le plus peuplé, dispose d'un réseau de missions diplomatiques assez important. Le pays a une influence significative en Afrique et dans divers forums multilatéraux, notamment l'Organisation de la coopération islamique, l'OPEP, le Commonwealth et l'Union africaine.

## Afrique
- Afrique du Sud
  - Pretoria (haut-commissariat)
  - Johannesbourg (consulat général)
- Algérie
  - Alger (ambassade)
- Angola
  - Luanda (ambassade)
- Bénin
  - Cotonou (ambassade)
- Botswana
  - Gaborone (haut-commissariat)
- Burkina Faso
  - Ouagadougou (ambassade)
- Burundi
  - Bujumbura (ambassade)
- Cameroun
  - Yaoundé (haut-commissariat)
  - Douala (consulat général)
  - Buéa (consulat)
- Congo
  - Brazzaville (ambassade)
- Côte d'Ivoire
  - Abidjan (ambassade)
- Égypte
  - Le Caire (ambassade)
- Érythrée
  - Asmara (ambassade)
- Éthiopie
  - Addis-Abeba (ambassade)
- Gabon
  - Libreville (ambassade)
- Gambie
  - Banjul (ambassade)
- Ghana
  - Accra (haut-commissariat)
- Guinée
  - Conakry (ambassade)
- Guinée-Bissau
  - Bissau (ambassade)
- Guinée équatoriale
  - Malabo (ambassade)
  - Bata (consulat)
- Kenya
  - Nairobi (haut-commissariat)
- Liberia
  - Monrovia (ambassade)
- Libye
  - Tripoli (ambassade)
- Malawi
  - Lilongwe (haut-commissariat)
- Mali
  - Bamako (ambassade)
- Maroc
  - Rabat (ambassade)
- Mauritanie
  - Nouakchott (ambassade)
- Mozambique
  - Maputo (haut-commissariat)
- Namibie
  - Windhoek (haut-commissariat)
- Niger
  - Niamey (ambassade)
- Ouganda
  - Kampala (haut-commissariat)
- République centrafricaine
  - Bangui (ambassade)
- République démocratique du Congo
  - Kinshasa (ambassade)
- Rwanda
  - Kigali (haut-commissariat)
- Sao Tomé-et-Principe
  - São Tomé (ambassade)
- Sénégal
  - Dakar (ambassade)
- Sierra Leone
  - Freetown (haut-commissariat)
- Soudan
  - Khartoum (ambassade)
- Tanzanie
  - Dar es Salam (haut-commissariat)
- Tchad
  - N'Djaména (ambassade)
- Togo
  - Lomé (ambassade)
- Tunisie
  - Tunis (ambassade)
- Zambie
  - Lusaka (haut-commissariat)
- Zimbabwe
  - Harare (ambassade)

## Amérique
- Argentine
  - Buenos Aires (ambassade)
- Brésil
  - Brasilia (ambassade)
- Canada
  - Ottawa (haut-commissariat)
- Cuba
  - La Havane (ambassade)
- États-Unis
  - Washington (ambassade)
  - Atlanta (consulat général)
  - New York (consulat général)
- Jamaïque
  - Kingston (haut-commissariat)
- Mexique
  - Mexico (ambassade)
- Trinité-et-Tobago
  - Port d'Espagne (haut-commissariat)
- Venezuela
  - Caracas (ambassade)

## Asie
- Arabie saoudite
  - Riyad (ambassade)
  - Djeddah (consulat général)
- Bangladesh
  - Dacca (haut-commissariat)
- Chine
  - Pékin (ambassade)
  - Hong Kong (consulat général)
  - Shanghai (consulat général)
- Corée du Nord
  - Pyongyang (ambassade)
- Corée du Sud
  - Séoul (ambassade)
- Émirats arabes unis
  - Abou Dabi (ambassade)
- Inde
  - New Delhi (haut-commissariat)
- Indonésie
  - Jakarta (ambassade)
- Iran
  - Téhéran (ambassade)
- Israël
  - Tel Aviv-Jaffa (ambassade)
- Japon
  - Tokyo (ambassade)
- Jordanie
  - Amman (ambassade)
- Koweït
  - Koweït (ambassade)
- Liban
  - Beyrouth (ambassade)
- Malaisie
  - Kuala Lumpur (haut-commissariat)
- Pakistan
  - Islamabad (haut-commissariat)
- Philippines
  - Manille (ambassade)
- Qatar
  - Doha (ambassade)
- Singapour
  - Singapour (haut-commissariat)
- Syrie
  - Damas (ambassade)
- Taïwan
  - Taipei (bureau commercial du Nigeria à Taiwan)
- Thaïlande
  - Bangkok (ambassade)
- Turquie
  - Ankara (ambassade)
- Viêt Nam
  - Hanoï (ambassade)

## Europe
- Allemagne
  - Berlin (ambassade)
  - Bonn (consulat général)
- Autriche
  - Vienne (ambassade)
- Belgique
  - Bruxelles (ambassade)
- Espagne
  - Madrid (ambassade)
- France
  - Paris (ambassade)
- Grèce
  - Athènes (ambassade)
- Hongrie
  - Budapest (ambassade)
- Irlande
  - Dublin (ambassade)
- Italie
  - Rome (ambassade)
- Lituanie
  - Vilnius (ambassade)
- Pays-Bas
  - La Haye (ambassade)
- Pologne
  - Varsovie (ambassade)
- Portugal
  - Lisbonne (ambassade)
- Roumanie
  - Bucarest (ambassade)
- Royaume-Uni
  - Londres (haut-commissariat)
- Russie
  - Moscou (ambassade)
- Suède
  - Stockholm (ambassade)
- Suisse
  - Berne (ambassade)

## Océanie
- Australie
  - Canberra (haut-commissariat)

## Organisations internationales
- Union africaine
  - Addis-Abeba (mission permanente)
- Organisation des Nations unies pour l'alimentation et l'agriculture
  - Rome (mission permanente)
- Union européenne
  - Bruxelles (mission)
- ONU
  - Genève (mission permanente auprès des Nations unies et d'autres organisations internationales)
  - New York (mission permanente)
  - Nairobi (mission permanente auprès des Nations unies et d'autres organisations internationales)
  - Vienne (mission permanente)
- UNESCO
  - Paris (mission permanente)

## Galerie

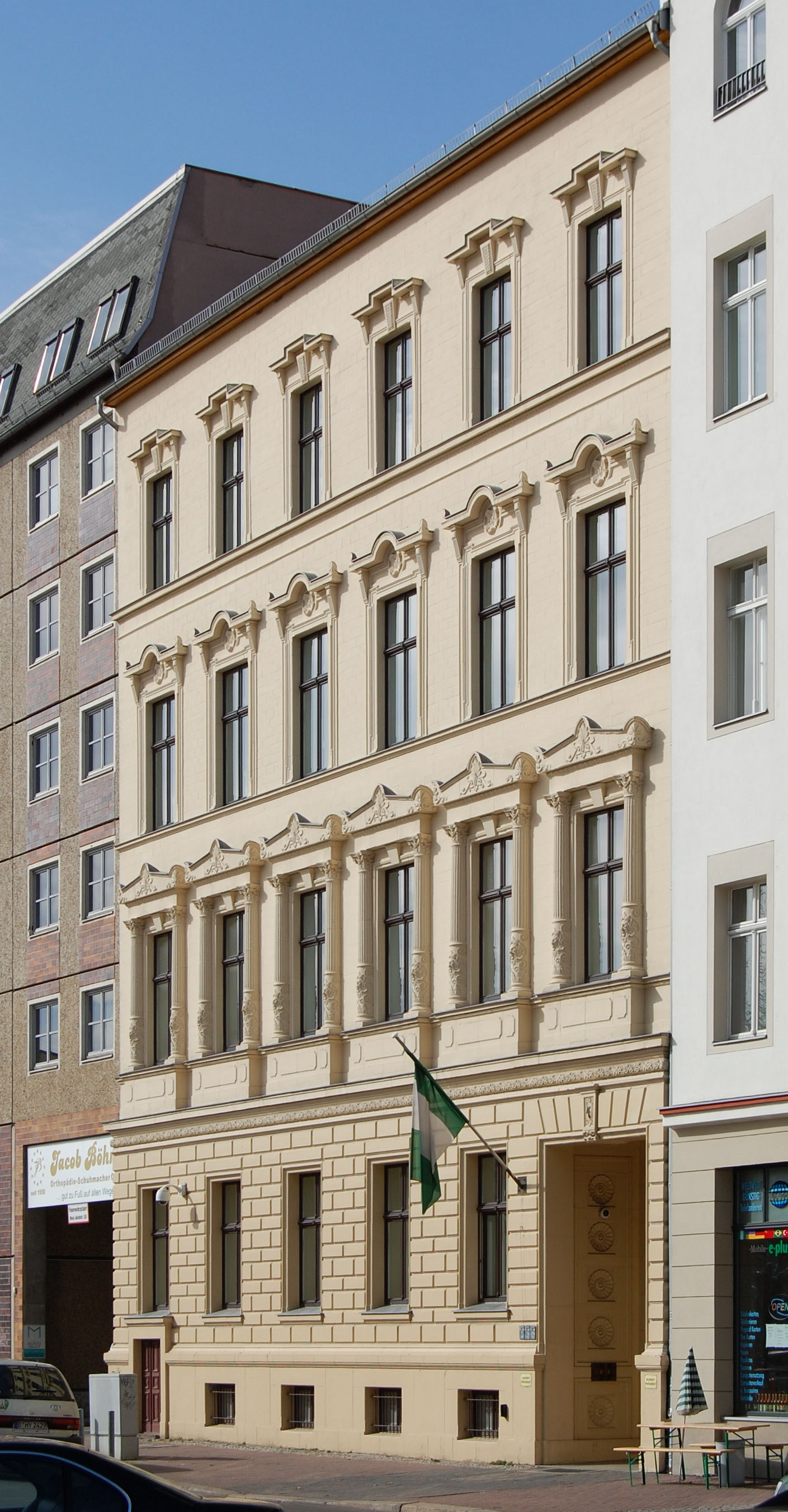
Ambassade à Berlin.
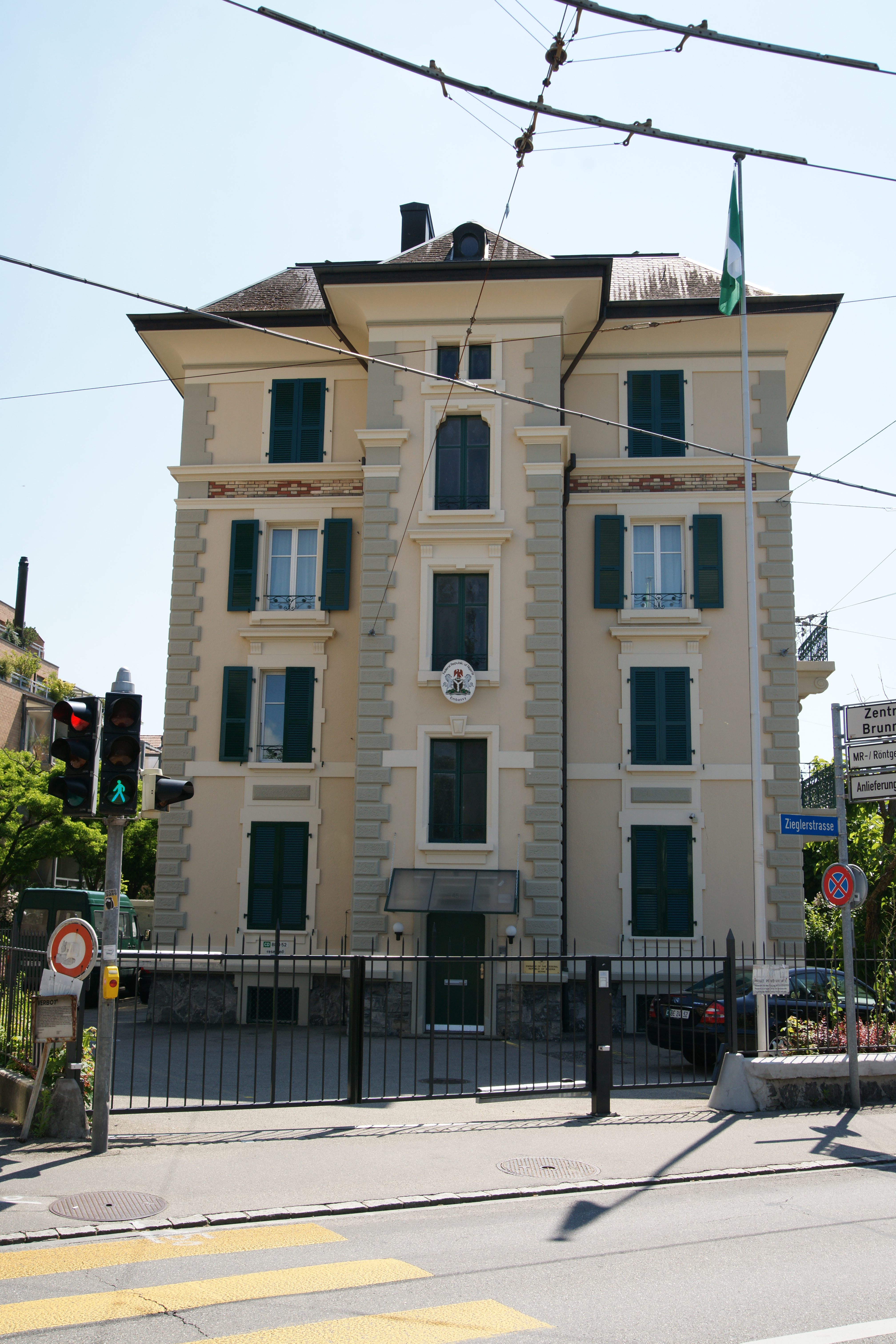
Ambassade à Berne.
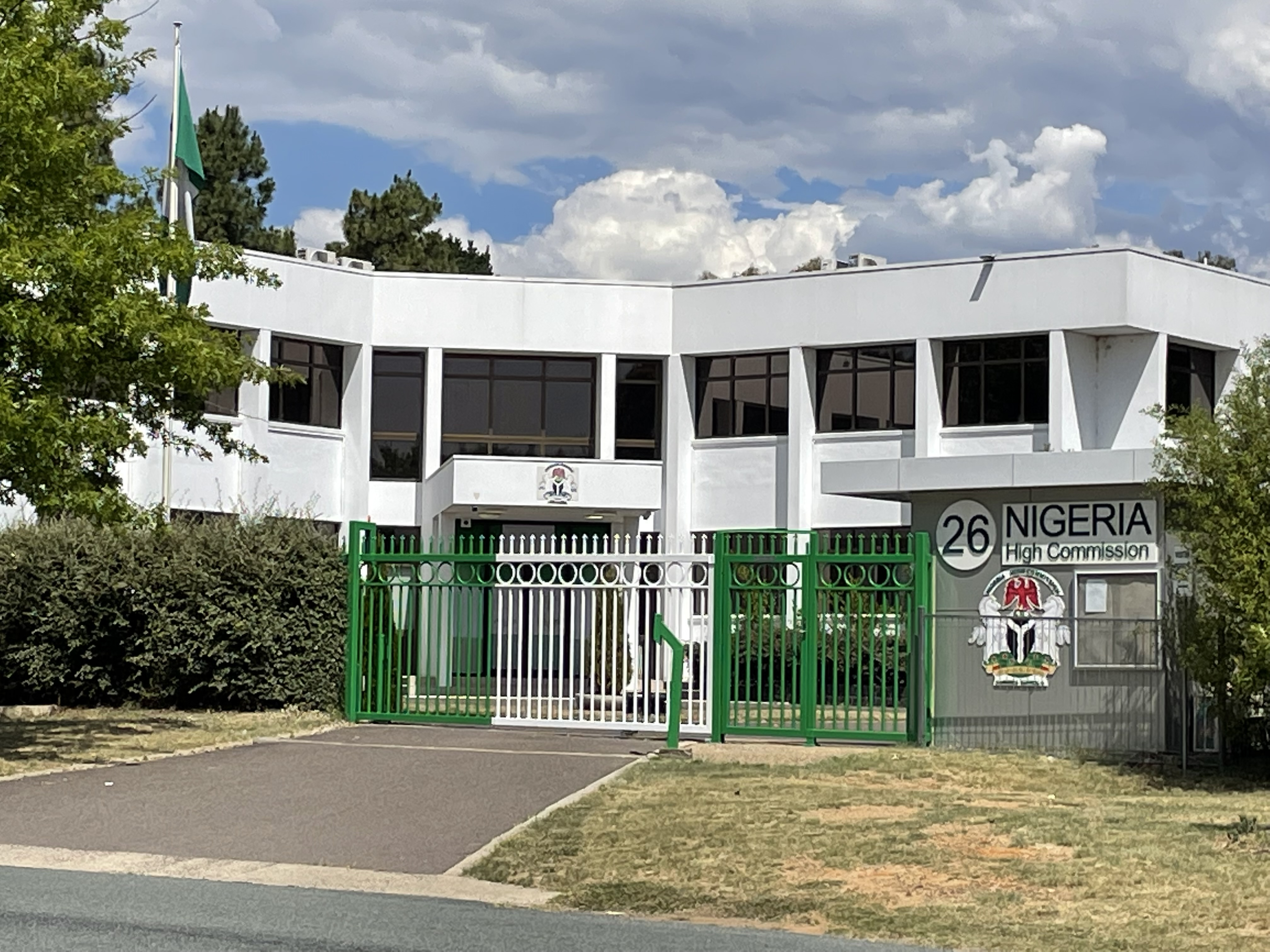
Haut-commissariat à Canberra.
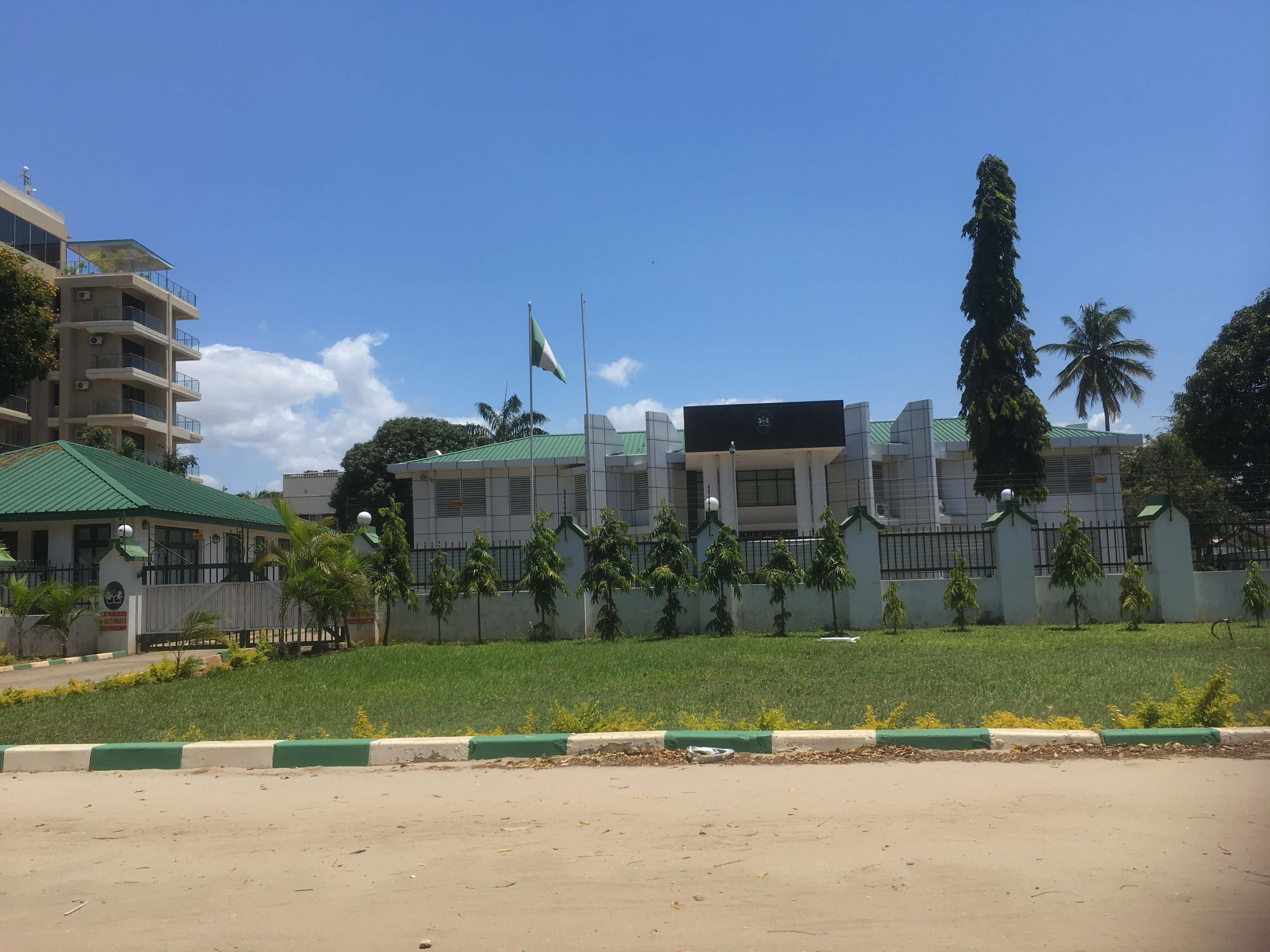
Haut-commissariat à Dar es-Salaam.
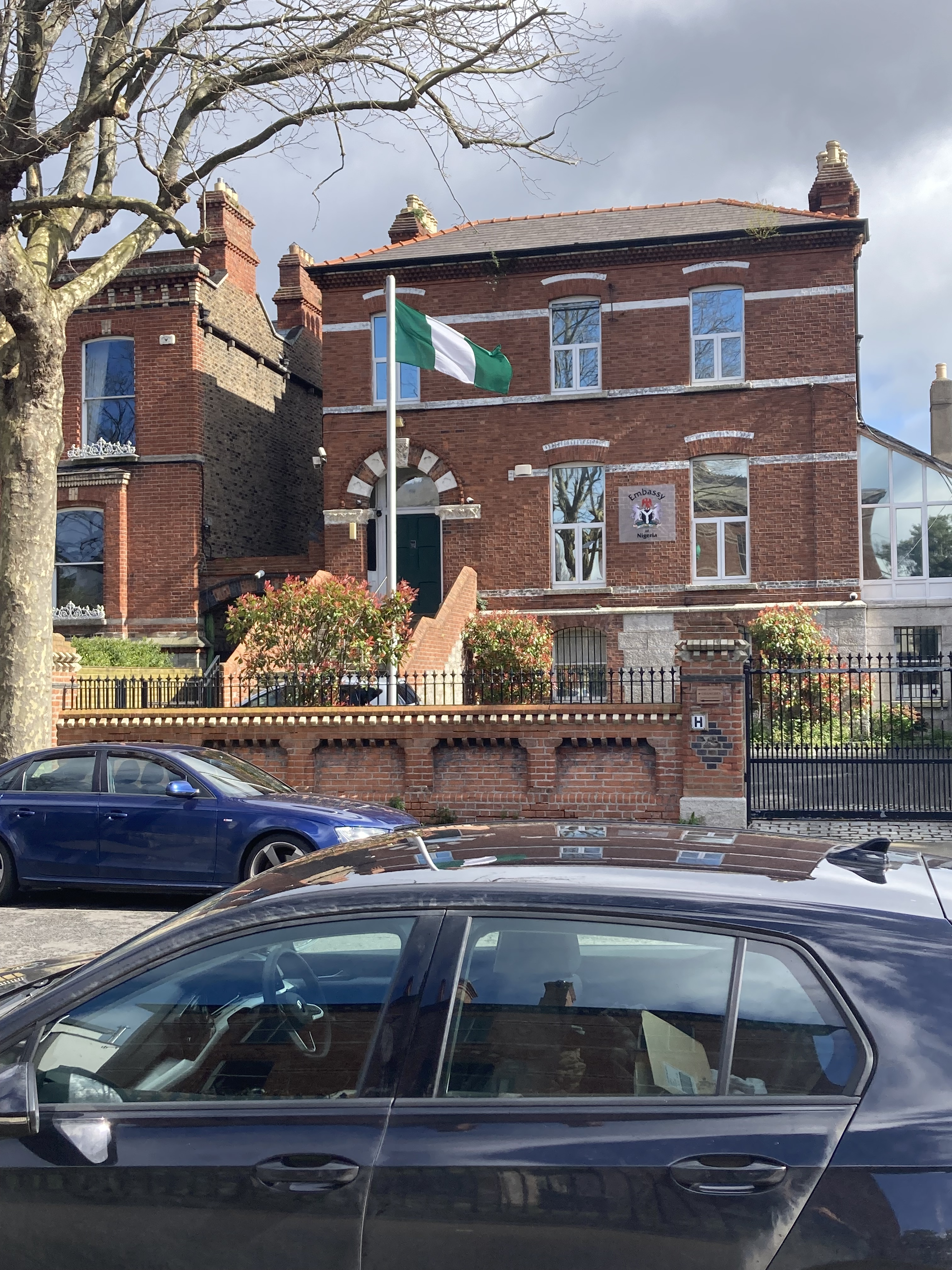
Ambassade à Dublin.
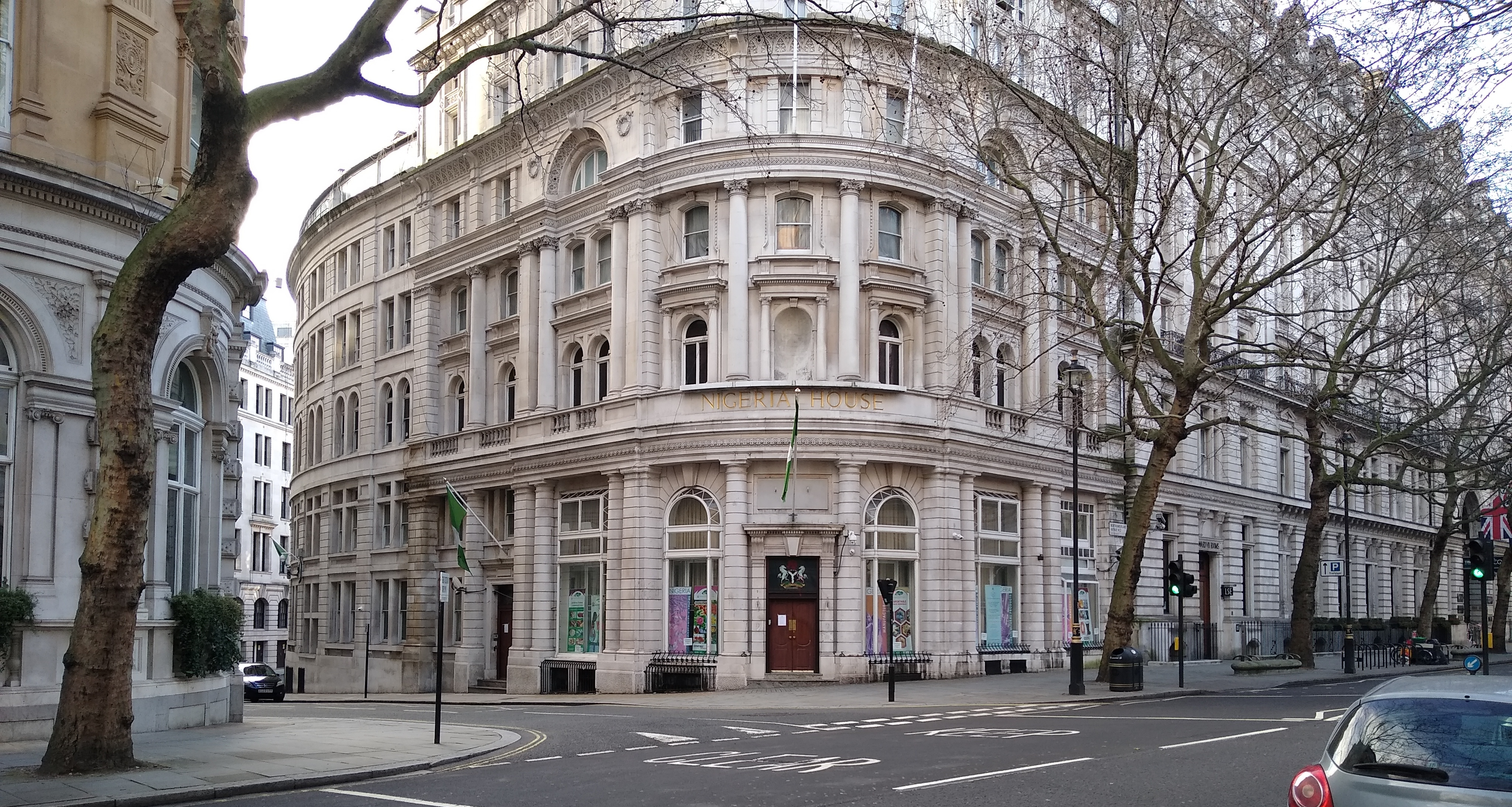
Haut-commissariat à Londres.
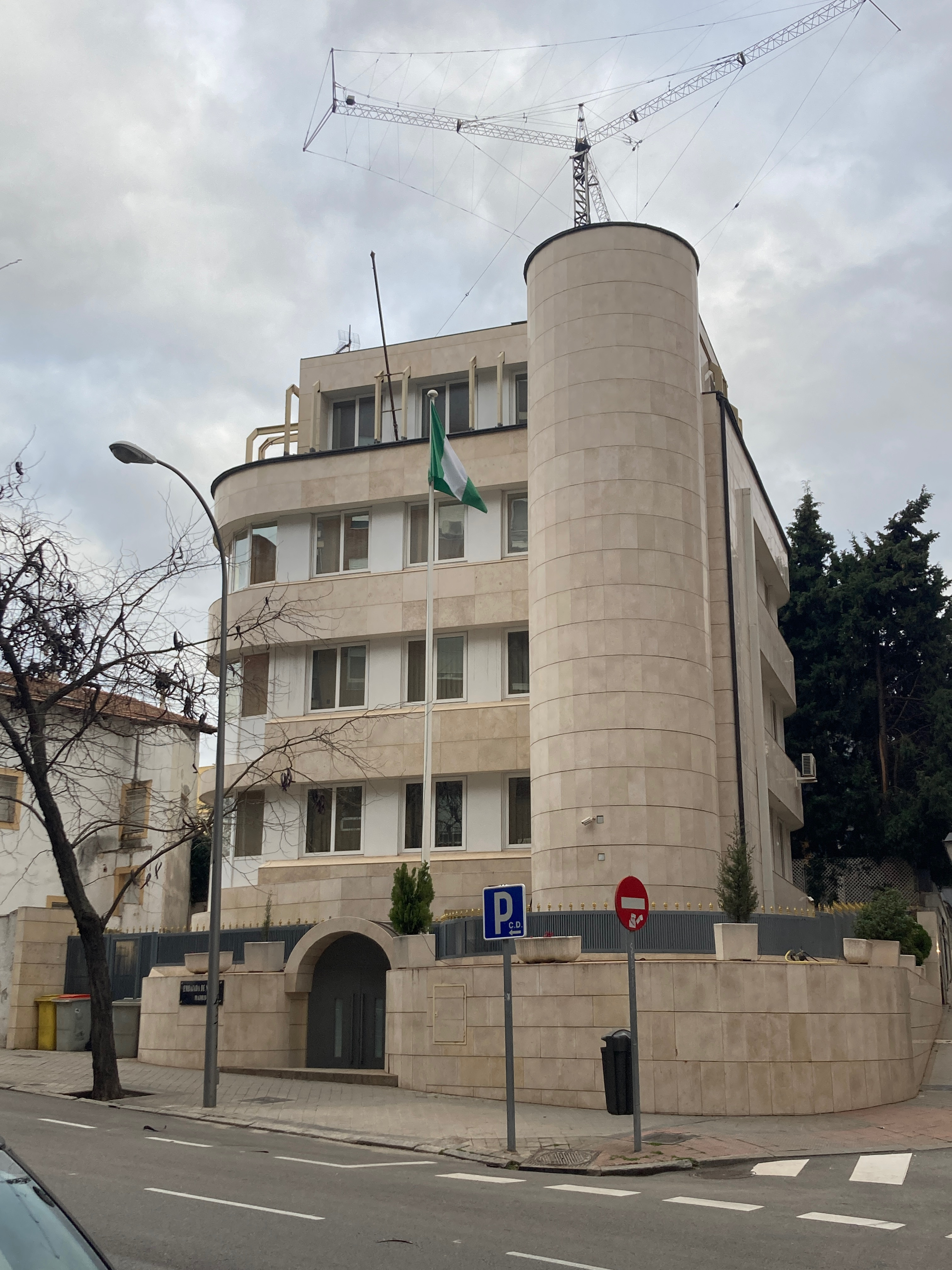
Ambassade à Madrid.
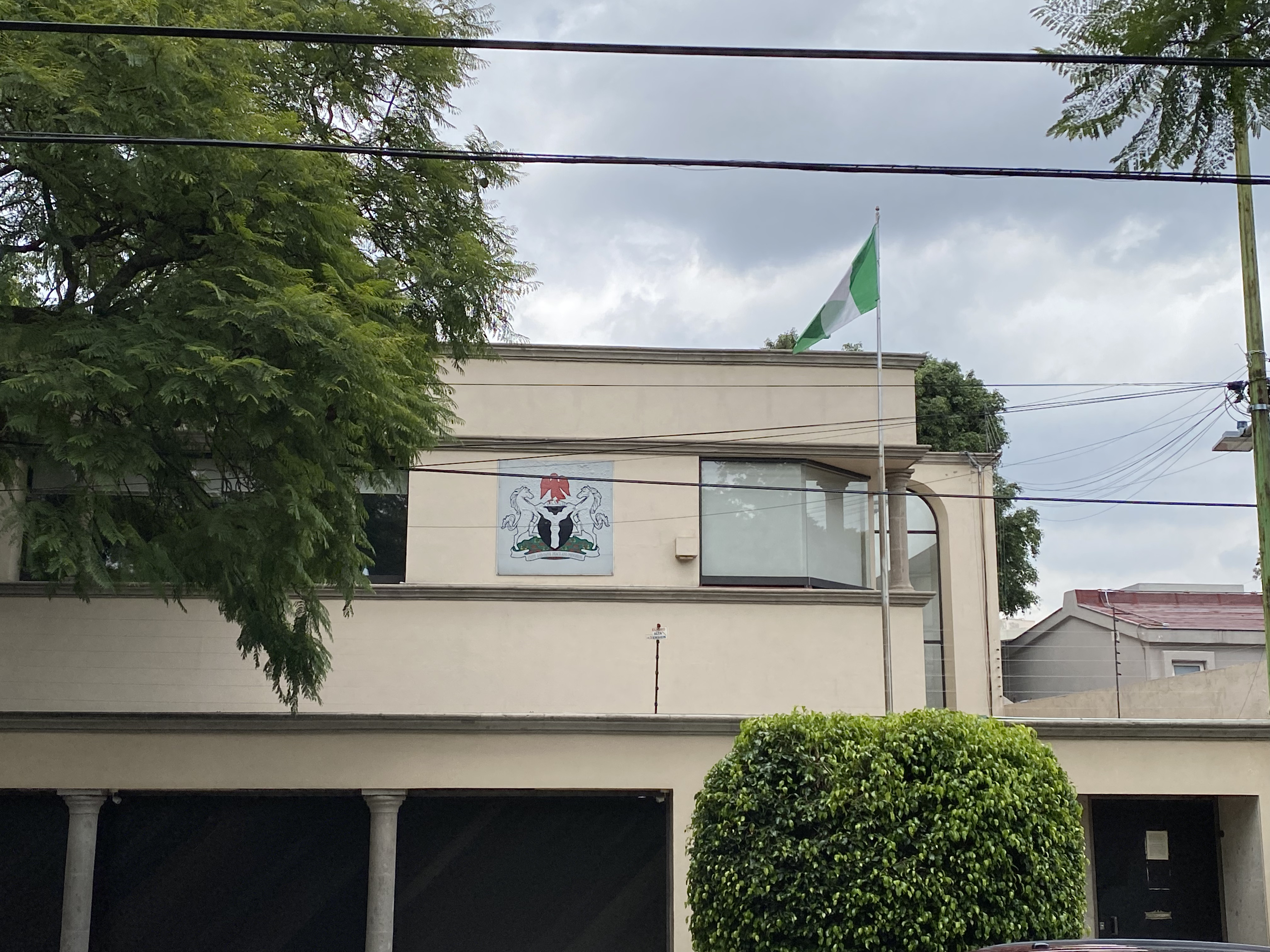
Ambassade à Mexico.
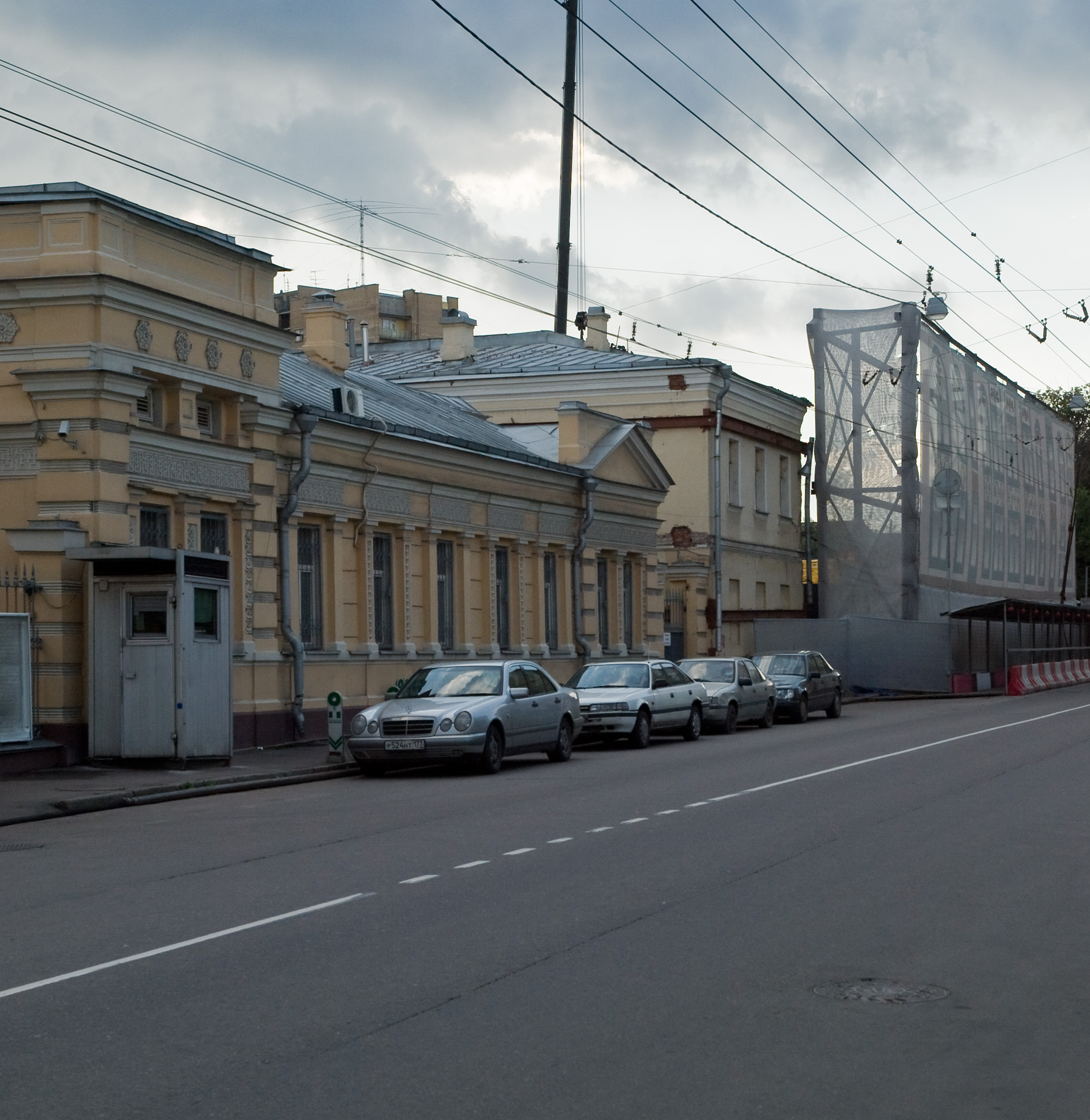
Ambassade à Moscou.
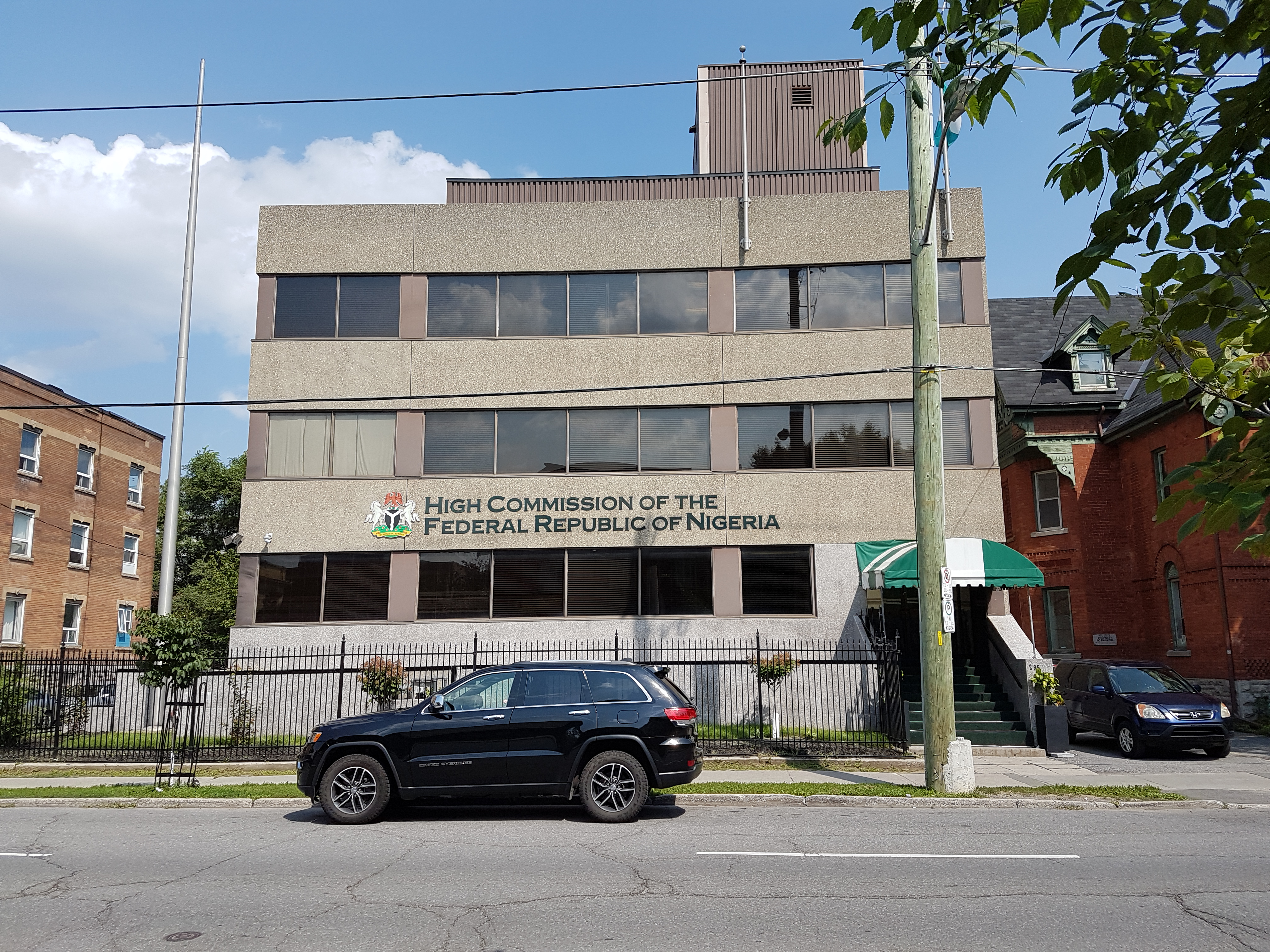
Haut-commissariat à Ottawa.
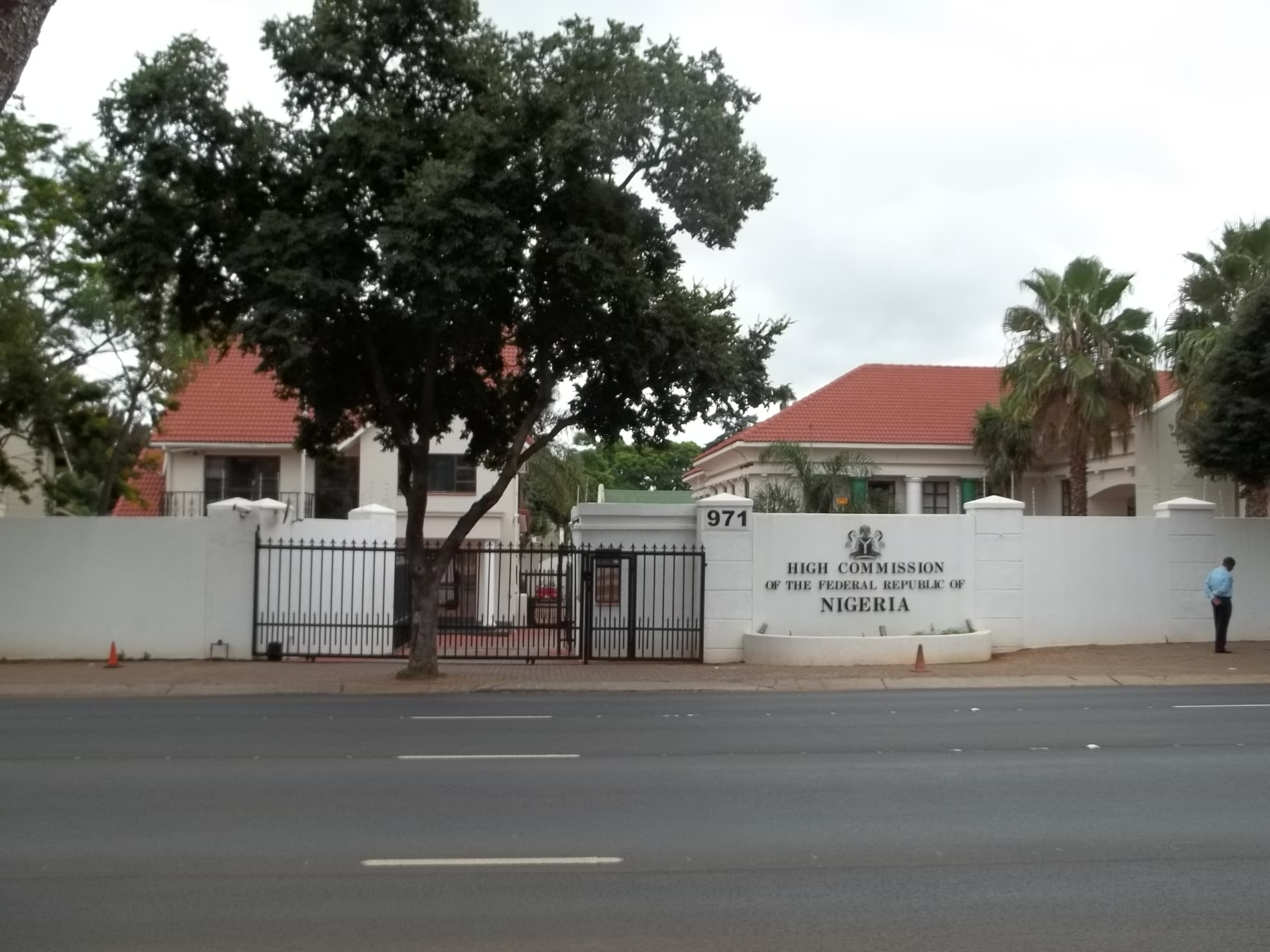
Haut-commissariat à Pretoria.
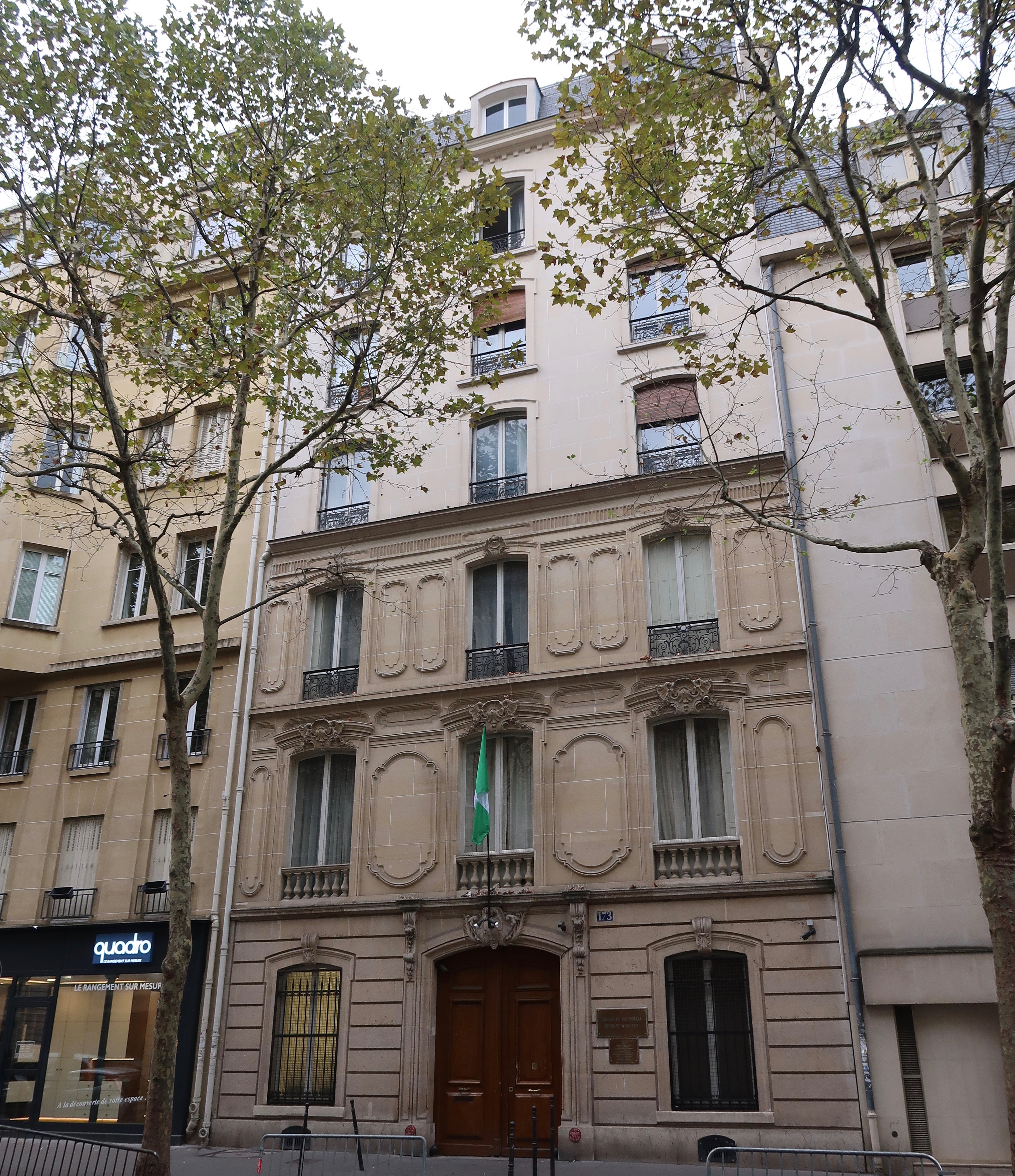
Ambassade à Paris.
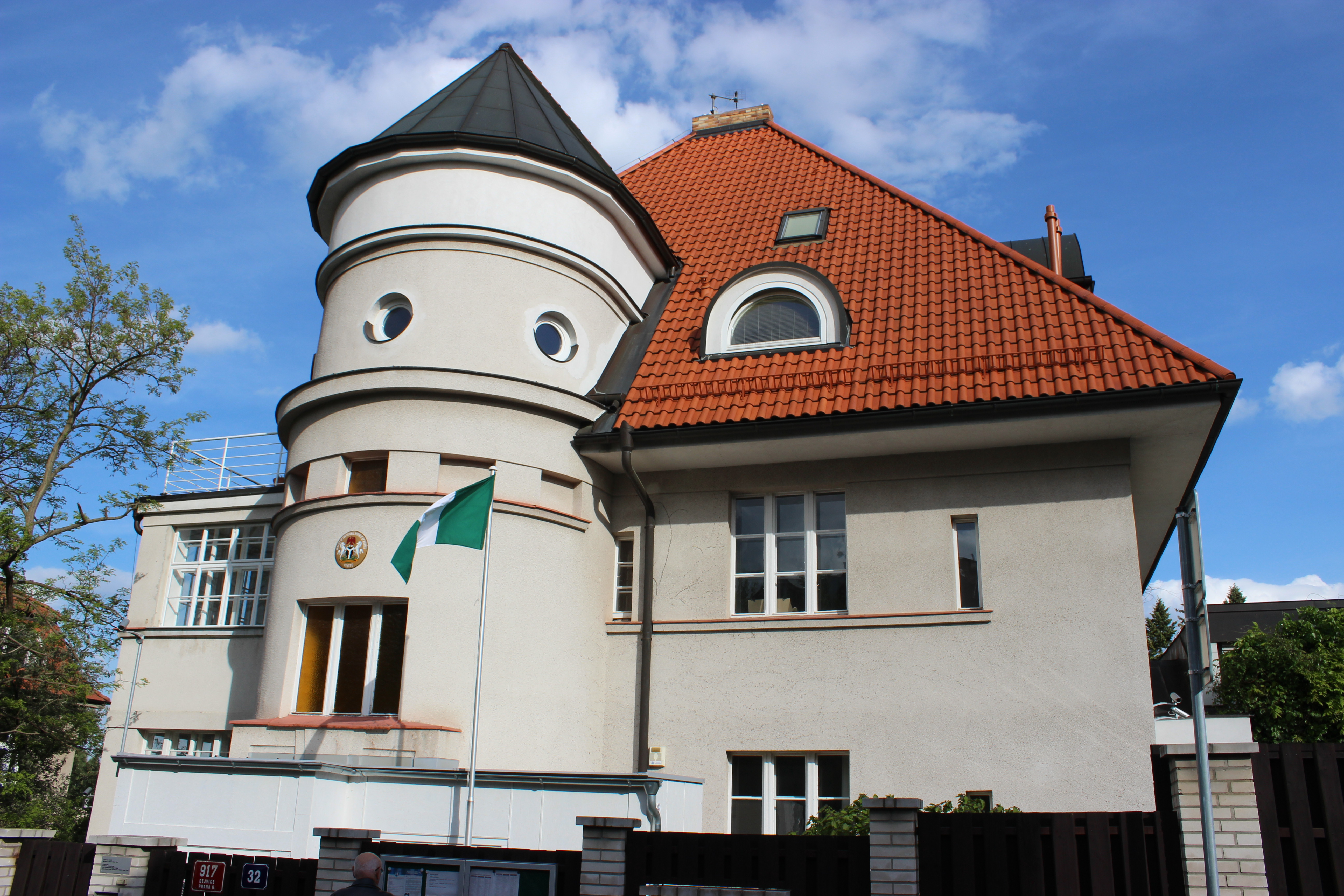
Ambassade à Prague.
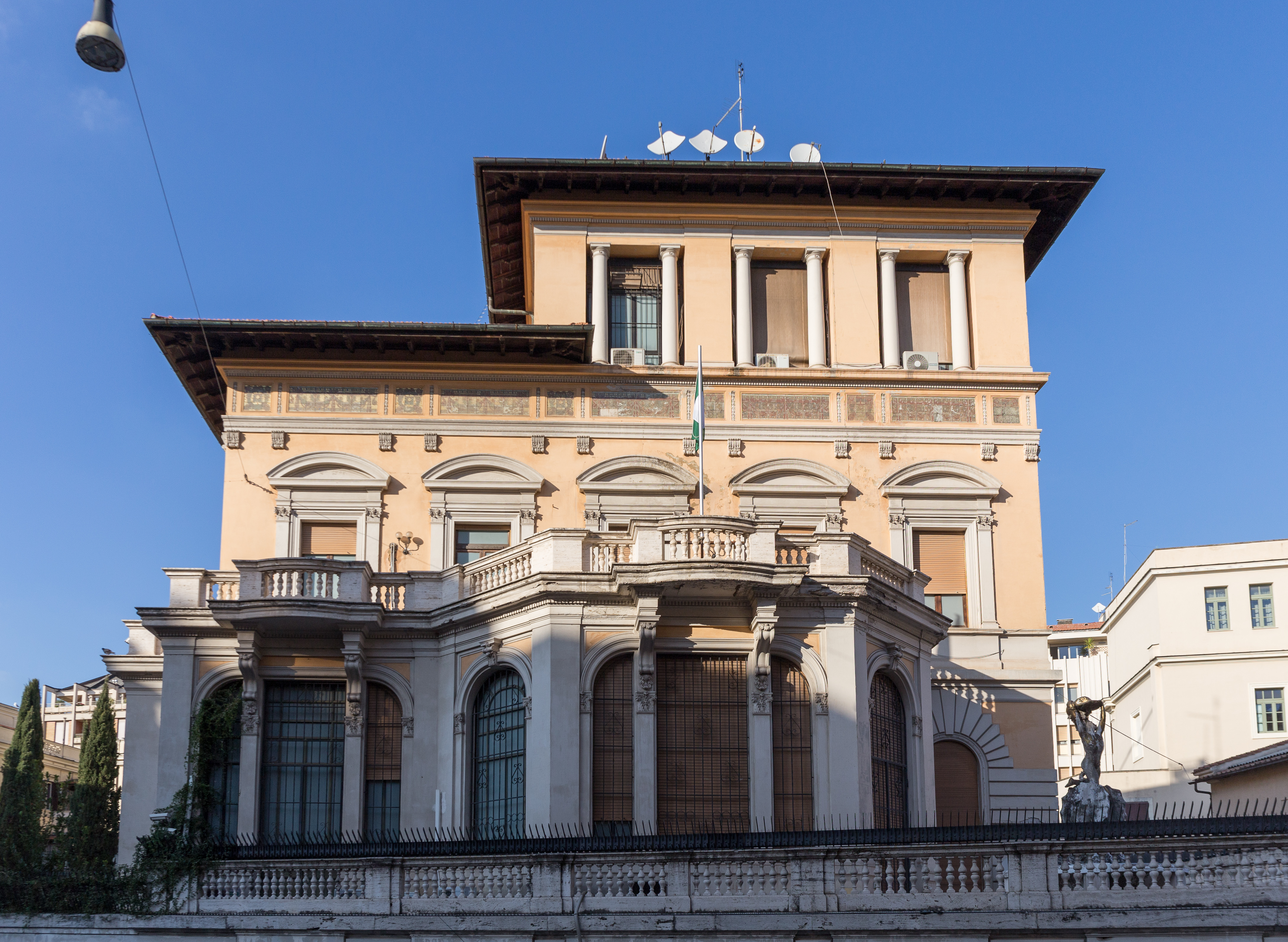
Ambassade à Rome
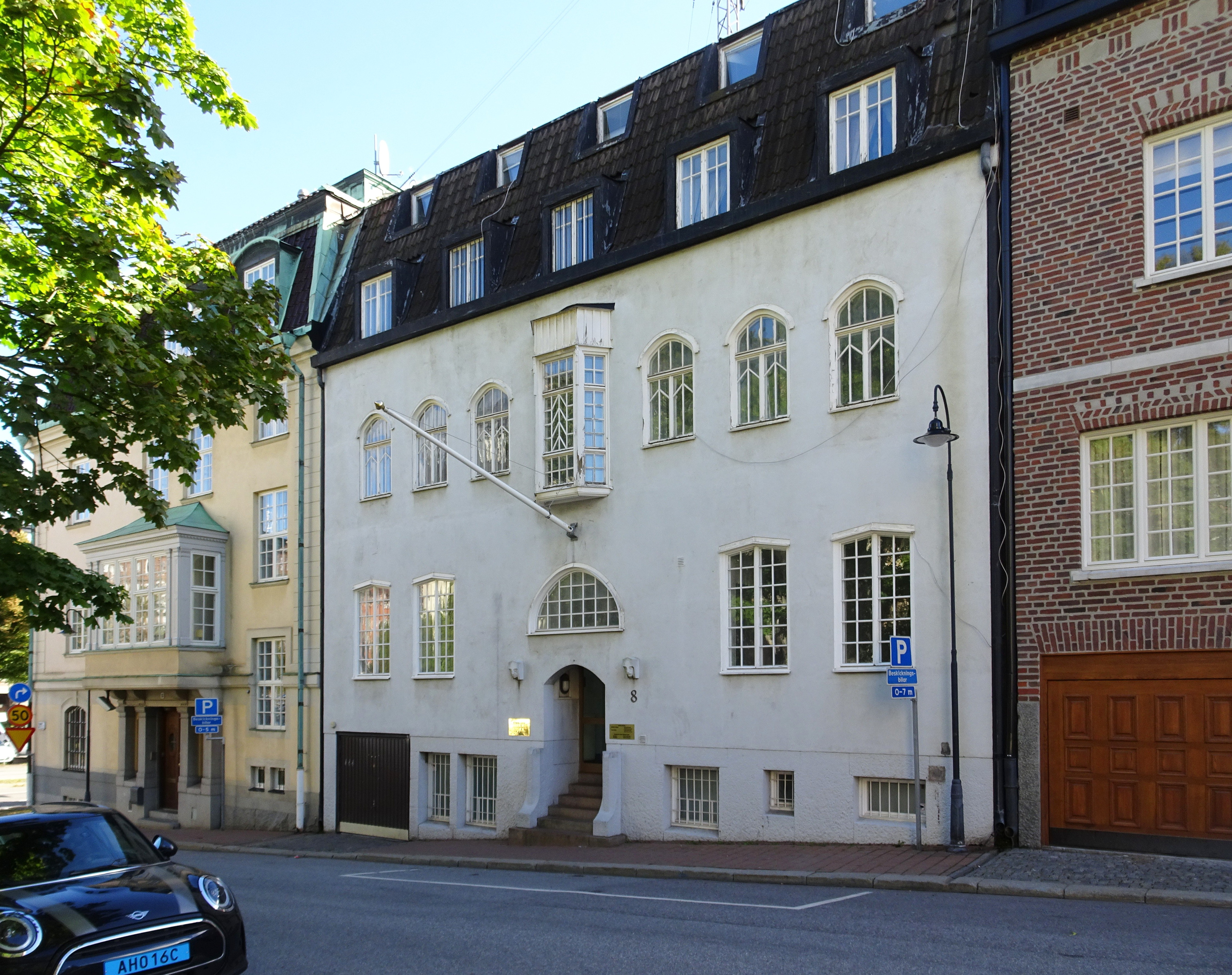
Ambassade à Stockholm.
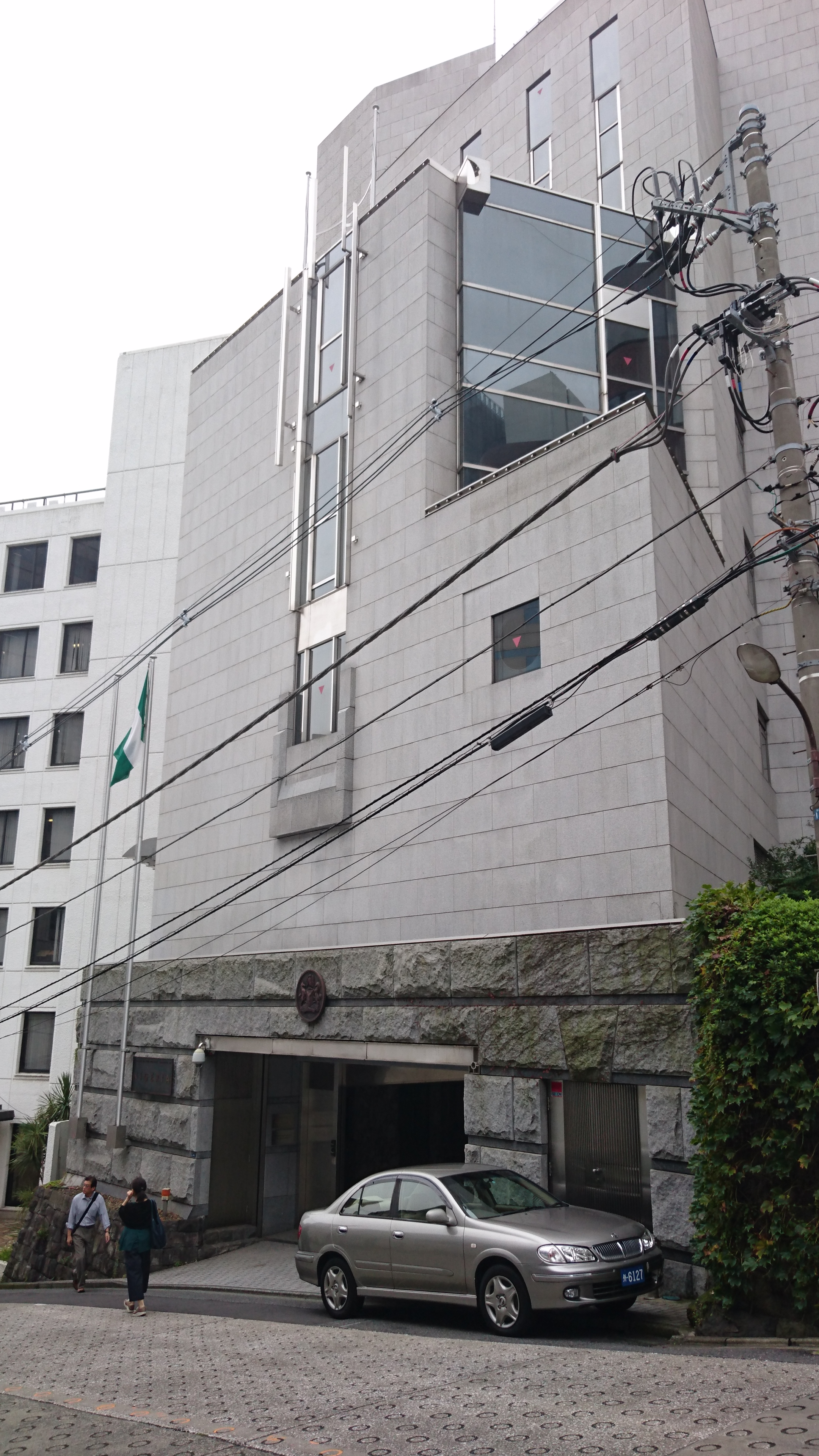
Ambassade à Tokyo.
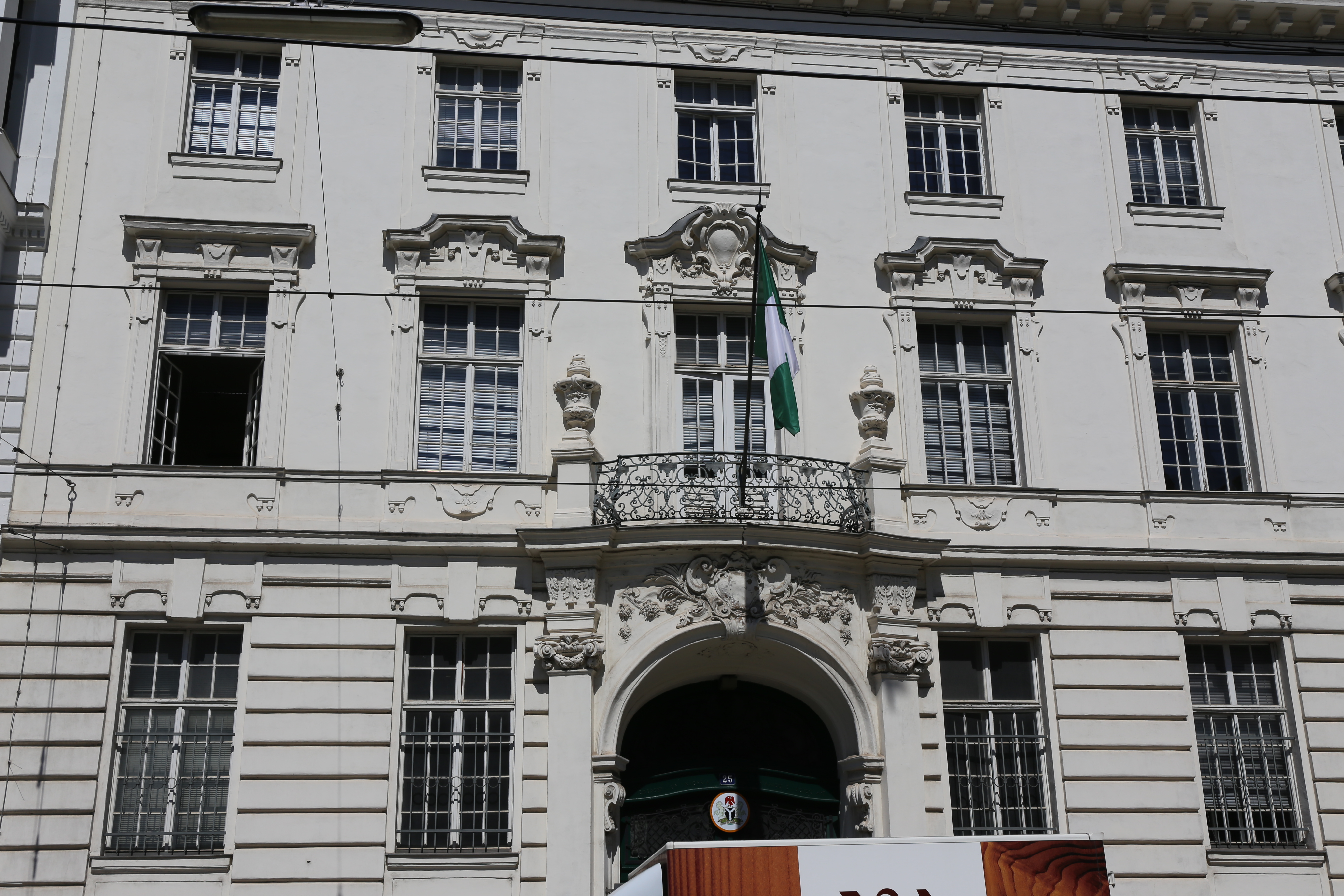
Ambassade à Vienne.
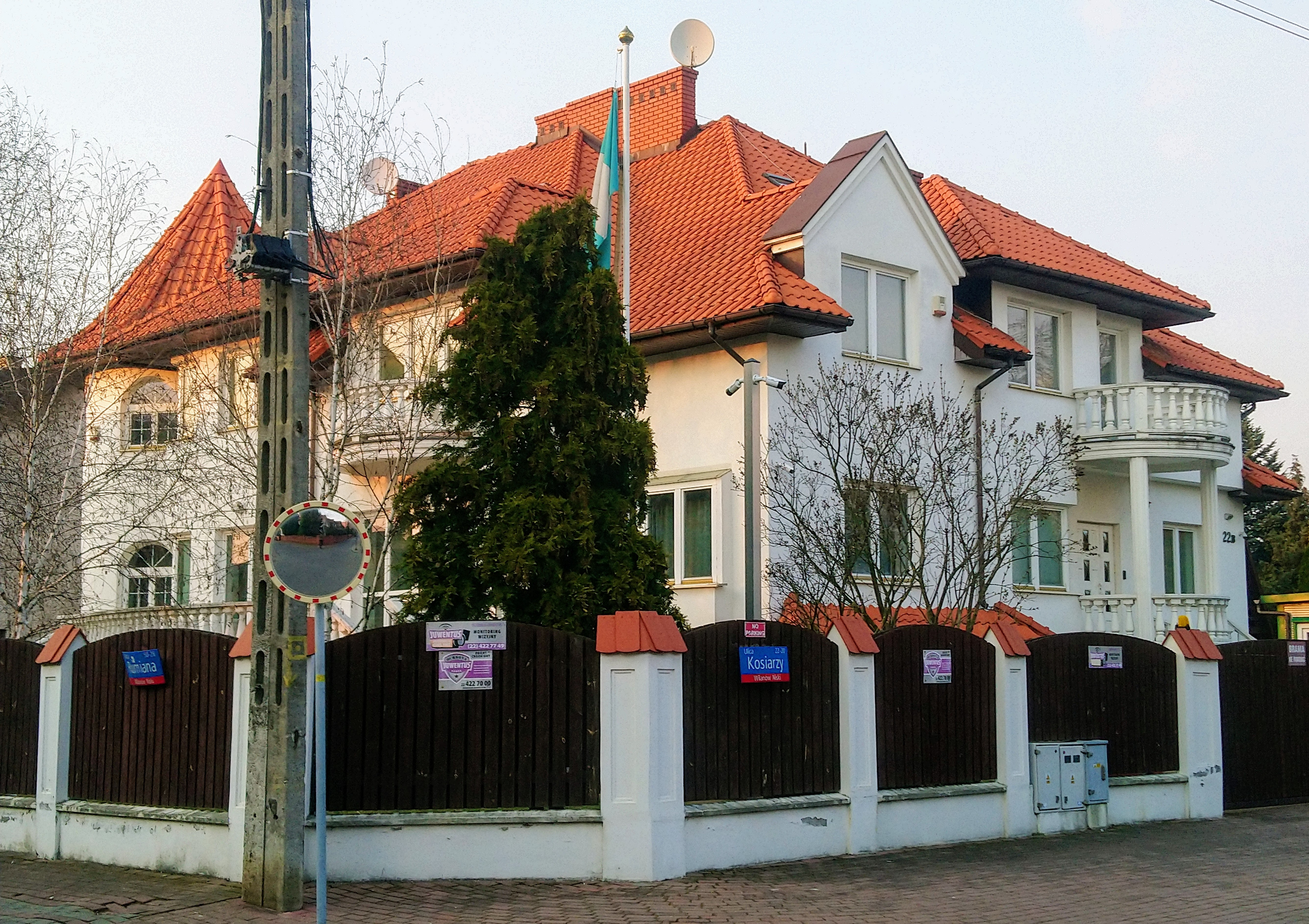
Ambassade à Varsovie.
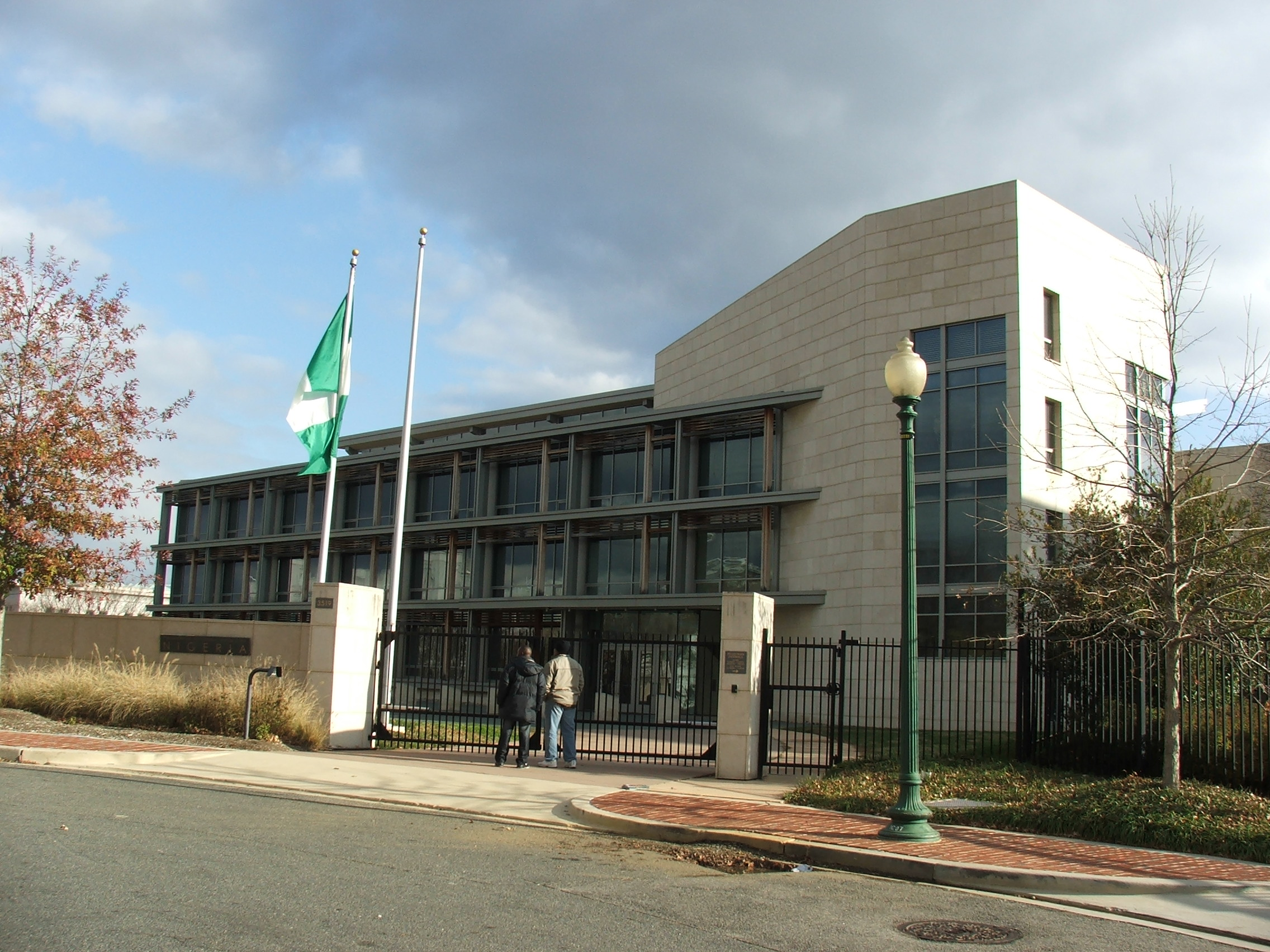
Ambassade à Washington.